# První vojenskohistorické muzeum M. Frosta
První vojenskohistorické muzeum M. Frosta se nachází v pevnosti Josefov ve městě Josefov v části města Jaroměř, která je památkově chráněná. Jeho zakladatelem je Miroslav Frost, čestný nositel hodnosti Hlavní seržant U.S. Army, který muzeum pojmenoval na počest svého otce Miroslava Frosta. Záštitu nad institucí poskytl Český svaz bojovníků za svobodu.

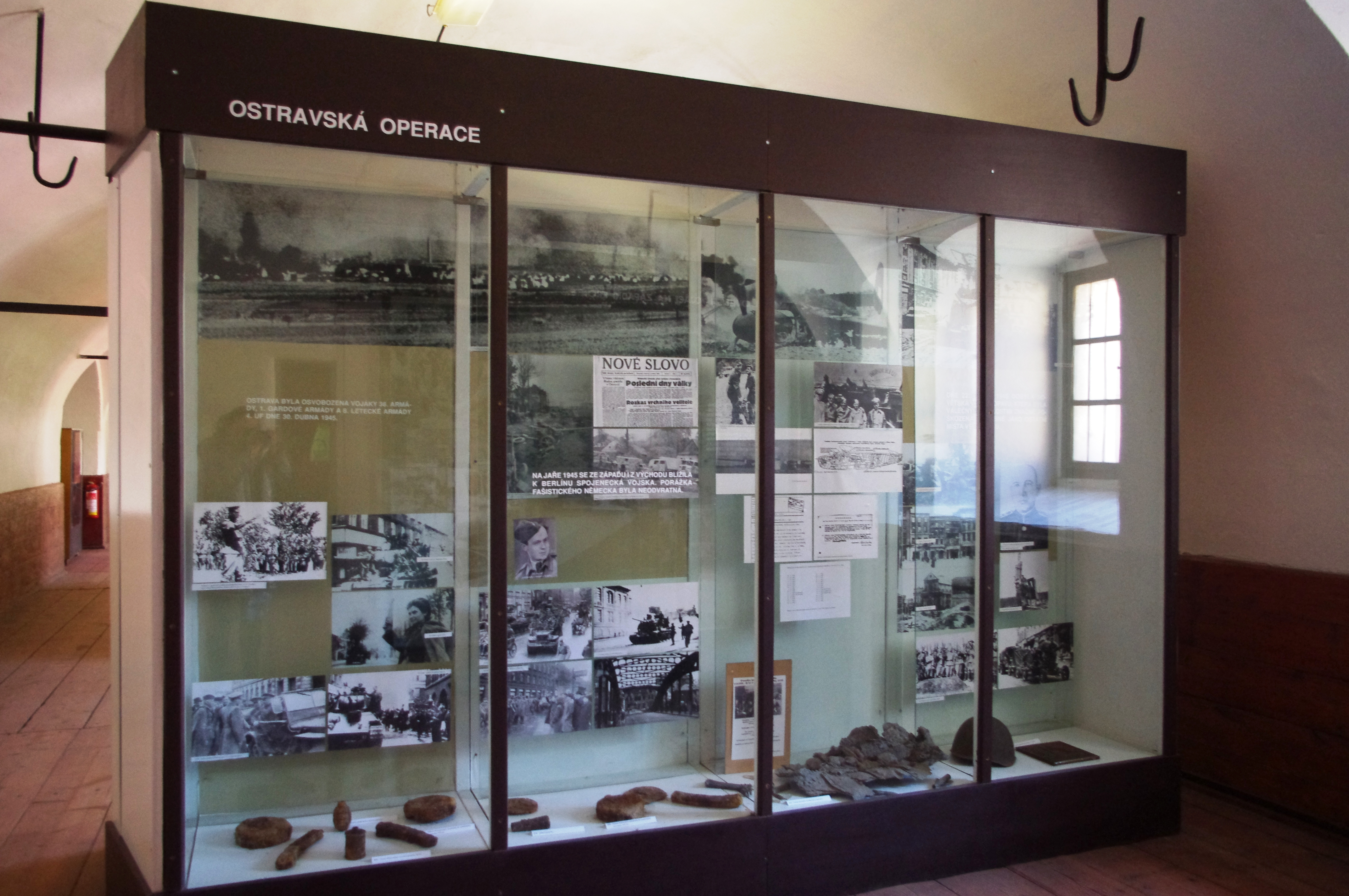
Ostravská operace. Vojenskohistorické muzeum M. Frosta

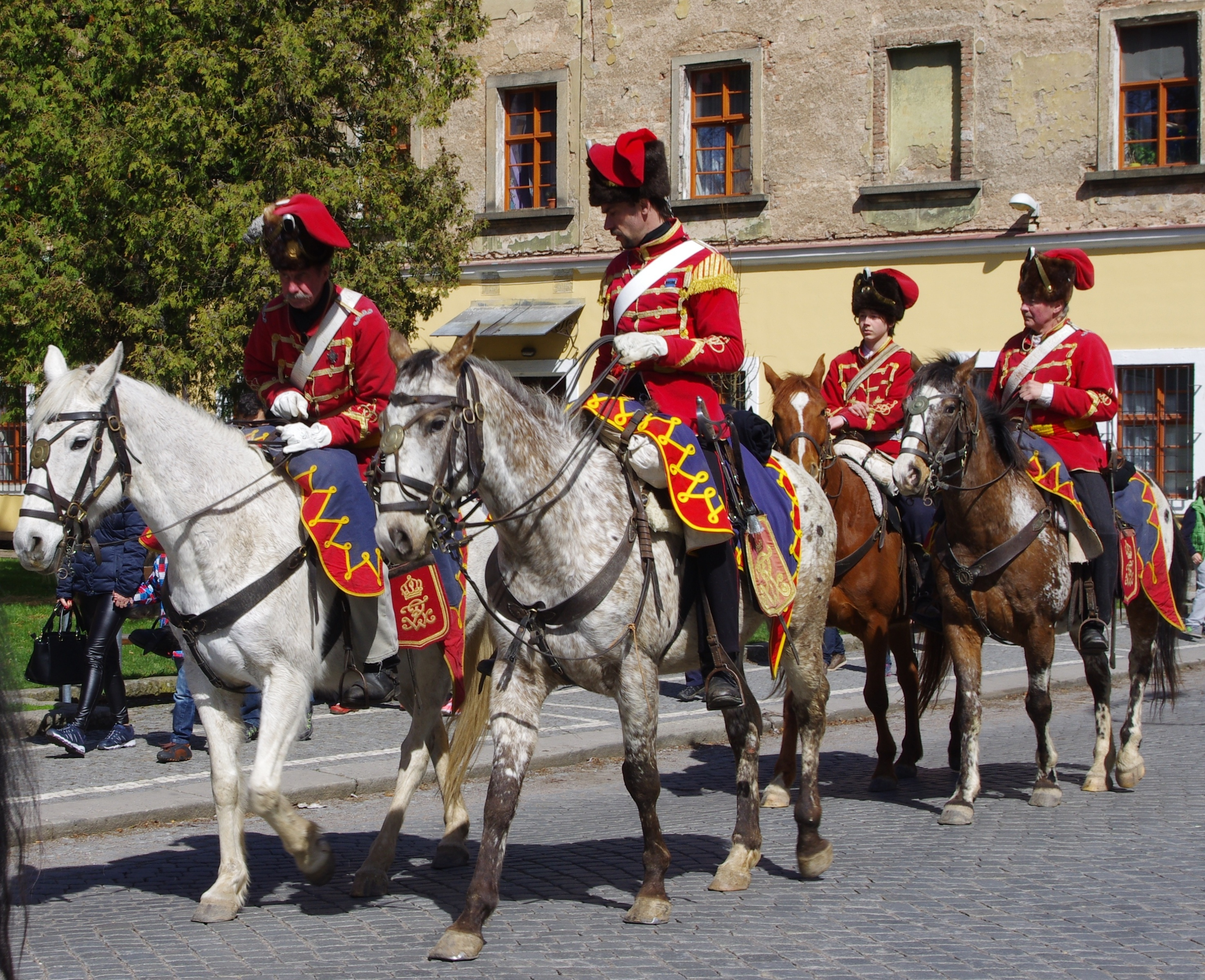
Slavnostní otevírání Prvního vojenskohistorického muzea M. Frosta

## Historie
Muzeum bylo založeno v roce 1997 a v roce 2004 zahájilo instalaci stálé expozice v Doudlebách nad Orlicí. K přesídlení do stávajícího objektu došlo v roce 2007.

## Tematické zaměření
Sbírky muzea se soustřeďují na historické exponáty z první světové války, druhé světové války a zahraničních válek, kterých se účastnily české vojenské jednotky. Pozornost je věnována i operaci Anthropoid, Lidicím a Ležákům. Naleznete zde i expozici k válce v Perském zálivu a v Bosně, k invazi ve Vietnamu a v Koreji. Na výstavní ploše 1500 m² je zde shromážděno více než třicet tisíc exponátů. Každoročně se zde koná slavnostní zahájení i zakončení sezony.
Ve stejném objektu se nachází taktéž Muzeum Waldemara Matušky.
“Válečné muzeum nebudujeme proto, abychom válku chválili, ale abychom upozornili, co peněz a úsilí lidstvo věnuje na ničení lidských životů.“ Miroslav Frost